# Harald Gauster
Harald Gauster (* 1970) ist ein ehemaliger österreichischer Fernsehschauspieler und Kinderdarsteller.

## Leben
Der Oststeirer wuchs in Nitscha bei Gleisdorf auf. Seit der Matura an der HTL Weiz arbeitet er bei diversen Logistikunternehmen in der Steiermark. Gauster ist verheiratet und hat zwei Kinder.

## Karriere
Gauster stand 1983 in der Serie Waldheimat erstmals vor die Kamera. Schnell avancierte er durch weitere Rollen im Tatort und nicht zuletzt durch die Rolle des jugoslawischen Fischerjungen Duško in der Fernsehserie Der Sonne entgegen zum Kinderstar in seiner Heimat Österreich. Dennoch setzte Gauster seine Karriere als Schauspieler nicht fort und trat nach 1985 nicht mehr in Fernsehproduktionen auf.

## Filmografie
- 1983: Der Waldbauernbub – Weihnachten in der Waldheimat (Weihnachtsspezial)
- 1983: Waldheimat (13 Folgen)
- 1984: Tatort: Der Mann mit den Rosen
- 1985: Der Sonne entgegen (12 Folgen)